# Jardín Botánico de la Universidad de Durham

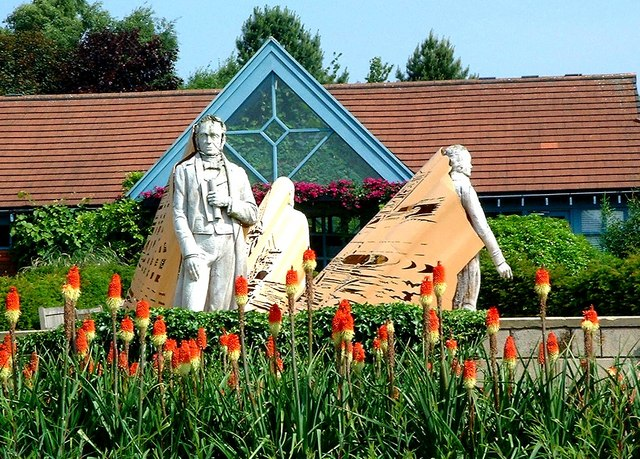
El Jardín Botánico de la Universidad de Durham.

El Jardín Botánico de la Universidad de Durham en inglés : Durham University Botanic Garden es un jardín botánico 18 acres de extensión situado en una zona de bosque maduro en la zona sur de la ciudad de Durham, Inglaterra. Está administrado por la Universidad de Durham. Su código de identificación internacional como institución botánica, así como las siglas de su herbario es  DHM.

## Localización
University of Durham Botanic Garden, Hollingside Lane, Off South Road, Durham City DH1 3TN, U.K. Durham, Reino Unido.
- Teléfono: Línea directa:091 374 2670 Centralita:091 374 2000

## Historia
El primer jardín botánico en Durham fue fundado en 1925 cuando se vio la necesidad de tener uno que sirviera a los laboratorios de ciencias como un jardín experimental. Según que las enseñanzas de ciencias se fueron ampliando dentro de la universidad y más edificios fueron construidos, el jardín fue disminuyendo proporcionalmente, por lo que se decidió trasladar el jardín en 1969 a un nuevo emplazamiento en donde podría desarrollarse imperturbado y convertirse en una entidad propia. 
El jardín botánico actual se encuentra en esta localización desde 1970, siendo oficialmente inaugurado en 1988 por el entonces Canciller, Dame Margot Fonteyn. 

## Colecciones
El jardín botánico alberga una serie de plantas exóticas con colecciones de plantas procedentes de Chile, China y Japón, África del Sur y Nueva Zelanda.
- Arboretum,
- Alpinum,
- Bambús
- Invernaderos, con secciones de flora de las selvas tropicales húmedas, plantas de los desiertos, plantas de la cuenca mediterránea. Además albergan insectos tropicales teles como los insectos palo, escorpiones, mariposas y tarantulas.

Entre sus colecciones especiales destacan:
- Primulas,
- Sorbus,

## Actividades
Hay diseñado un sendero de la ciencia dentro del jardín que fue desarrollado por un biólogo de la universidad, el Dr. Phil Gates, con la financiación del « Biotechnology and Biological Sciences Research Council » (Consejo para la Investigación de Biotecnología y Ciencias Biológicas). 
En los jardines se realizan una variedad de acontecimientos que abarcan desde seminarios y de visitas guiadas dirigidas a grupos reducidos de niños y las exhibiciones florales.
Se exhiben también obras de arte con una serie de esculturas desplegadas por todo el jardín.